# Ursicin Gion Gieli Derungs
Ursicin Gion Gieli Derungs   (Vella, 5 de gener de 1935 - Milà, 13 de febrer de 2024) fou un escriptor en romanx, traductor i teòleg suís.

## Biografia
Després de fer estudis secundaris a Mustér, va estudiar teologia a Roma, Tübingen i Zúric. Fou ordenat en l'Orde de Sant Benet i redactà una tesi doctoral que li donà el títol de doctor en Teologia. Fou professor de Teologia al Pontificio Ateneo Sant'Anselmo de Roma. Als anys 1970 abandonà l'orde benedictí i esdevingué professor a l'Escola Suïssa de Milà.
Va escriure el seu primer recull de narrativa breu Il saltar dils morts, el 1982, del qual n'hi ha una traducció al català de Joan Esteve i Riba. Es tracta d'un llibre compromès i crític amb les estructures de l'església que causà certa polèmica. El seu segon recull de contes Il cavalut verd et auter («El cavallet verd i altres històries») fou traduït al francès. Va ser autor també d'obres teatrals i de traduccions d'autors italians i alemanys al romanx, i també d'obres religioses.

## Obra publicada

### Narrativa breu
- Il saltar dils morts, Trun, Ediziun Romania, 1983 (traducció al català, El ball dels morts, Barcelona, El Llamp, 1988)
- Il cavalut verd et auter, Vella, edició de l'autor, 1988 (traducció al francès: Le poulain vert, Vevey, Éditions de l'Aire, 2003)
- Porclas, Vella, edició de l'autor, 1988

### Narrativa
- La petta de spigias (Notes autobiogràfiques), Vella, edició de l'autor, 1988
- Il temps dellas tschereschas, Surselva Romontscha, 2007 [continuació de La petta de spigias]

### Teatre
- Siemi de mesastad. 1984
- Monas e minas. 1996
- Illusiuns quotidianas. 2000
- Passiun (Misteri, Entremès). Text: Ursicin G.G. Derungs, Música: Gion Antoni Derungs (germà de l'autor). Musikmanuskript. S.l.: s.n., 2002

### Traduccions d'obra religiosa
- (amb Gion Martin Pelican) Epistlas ed evangelis. 1967
- (amb Flurin Maissen OSB) Bibla per scola e pievel. 1973
- 10 psalms en versiun romontscha. Milà: publicat per l'autor, 2000

### Traduccions
Extractes de La Divina Comèdia, de Dante; El Decameró, de G. Boccaccio; Faust I, de Goethe; i obres de teatre com ara: "Andorra", de Frisch; "Der zerbrochene Krug", de Kleist; i "Romeu i Julieta", de Shakespeare.
Fontamara. ediziun da l'autur, 2003; original talian: Fontamara dad Ignazio Silone
- Sche quei ei in carstgaun. Chasa Editura Rumantscha, 2011; (traducció de l'italià Se questo è un uomo de Primo Levi)